# Вермильо
Вермѝльо (на италиански: Vermiglio; на ладински: Vermei, Вермей) е община в Северна Италия, автономна провинция Тренто, автономен регион Трентино-Южен Тирол. Административен център на общината е село Фравиано (Fraviano), което е разположено на 1261 m надморска височина. Населението на общината е 1837 души (към 2018 г.).